# 燦豹蛺蝶
燦豹蛺蝶是蛺蝶科裡的一個物種，在歐洲很常見，但沒有出沒於從斯堪地納維亞北部至不列顛群島等地。

## 说明

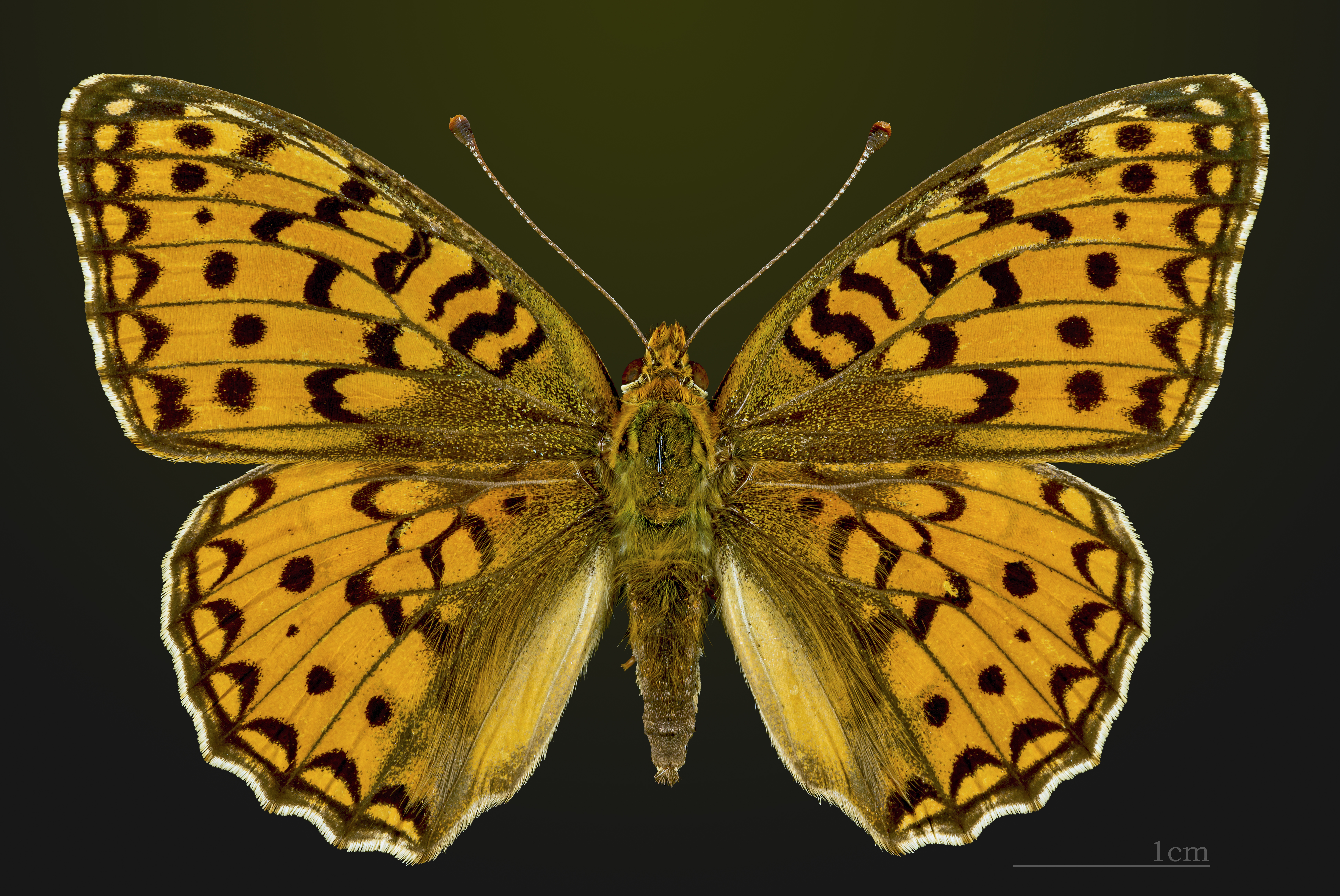
Argynnis niobe
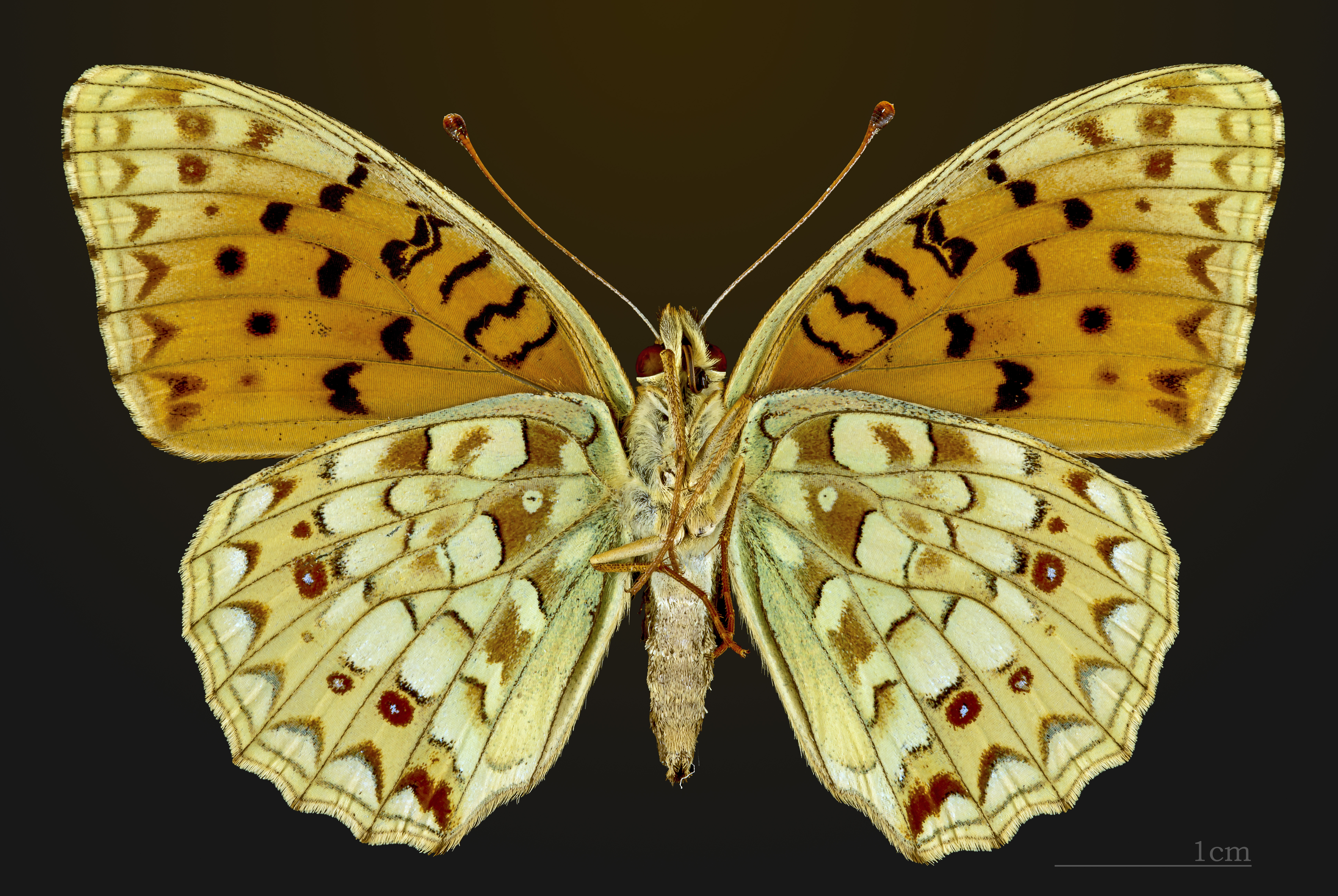
△ Argynnis niobe